# Samurai contra samurai
„Samurai contra samurai” este al patruzeci și doilea episod al serialului de desene animate Samurai Jack.

## Subiect
Jack merge prin ploaie și ajunge la un han, unde cere apă caldă, își face ceai și se retrage lângă foc. Pe ușă dă buzna un negru fanfaron, care se proclamă Da Samurai și deranjează pe toată lumea cu gura lui mare.
În han intră trei vânători de recompense trimiși de Aku, dar Jack scapă imediat de ei. Negrul îl provoacă pe Jack la duel de amorul artei, căci „în final, trebuie să rămână doar un samurai”. Jack acceptă lupta, căci altfel nu poate scăpa de pacoste, dar afară.
Jack taie două tulpini de bambus, păstrează una și îl pune pe negru să lupte cu cealaltă, căci „încă nu și-a câștigat dreptul să-i înfrunte tăișul”. Jack îl ridiculizează pe negru, îl lasă în chiloți și în propria piele, căci mușchii lucrați pe care negrul îi afișa se dovedesc a fi doar un costum.
Deodată, din desiș își face apariția o armată de roboți. Negrul o ia la picior, dar este imobilizat de un robot cu un jug de fier și trebuie să asiste la luptă de la pământ. Jack îi învinge pe roboți cu bățul de bambus, îl eliberează pe negru din jug, iar acesta devine mai umil. Dar rămășițele roboților se unesc într-o mașinărie monstruoasă și atacă din nou. Jack o distruge definitiv și pleacă. Negrul se ia după el, dornic să-i fie ucenic.